# ヴィオラ・バウアー
ヴィオラ・バウアー（Viola Bauer、1976年12月13日 - ）は、東ドイツ、カール＝マルクス＝シュタット県（現在のザクセン州）Annaberg-Buchholz出身の元クロスカントリースキー選手。社会教育学の学位を取得し、ドイツ連邦軍スポーツグループに所属した。

## プロフィール
1999年ノルディックスキー世界選手権の4×5kmリレーで銅メダルを獲得、2002年ソルトレークシティオリンピックではマヌエラ・ヘンケル、クラウディア・キュンツェル、エヴィ・ザッヘンバッハーとともに4×5kmリレーで金メダルを獲得、個人パシュートでも銅メダルを獲得した。
2003年ノルディックスキー世界選手権でも4×5kmリレーではオリンピックと同じメンバーで金メダルを獲得した。
2006年のトリノオリンピックと2007年の世界選手権でともにリレー銀メダル。2006-2007シーズン限りで現役を引退した。
引退後はユーロスポーツのコメンテーターを務めるとともにギリシャ人のLefteris Fafalisと結婚、2009年には長女を出産した。